# Potok
Potok, 1911 és 1918 között Harampatak (románul: Potoc) falu Romániában, a Bánságban, Krassó-Szörény megyében. Közigazgatásilag Szászkabánya községhez tartozik.

## Fekvése
Oravicabányától 24 km-re dél–délkeletre, a Szörényi-érchegység lábánál fekszik.

## Nevének eredete
Neve szláv eredetű (vö. szerb potok), etimológiája megfelel a magyar patak szóénak. Először egy 1554-es defter említi: Dugi Potoq. A helységnévrendezéskor egy Patak in Haram okleveles adat alapján alkották hivatalos nevét.

## Története
A török hódoltság alatt szerb lakosságú volt. 1717-ben 132 család lakta. Lakosai a 18. és 19. században a szászkabányai kohók mellett dolgoztak. 1772-ben a szászkabányaiak Potok és Szakalár között megnyitották a Szent Fülöp és Jakab Bányát. 1880-tól Krassó-Szörény vármegyéhez tartozott.

## Lakossága
1900-ban 1423 lakosából 1412 volt román anyanyelvű; 1411 ortodox vallású.

2002-ben 301 lakosból 298 román nemzetiségű; 277 ortodox, 22 baptista és 2 római katolikus vallású.